# Choristoneura orae
Choristoneura orae (tên tiếng Anh: Spruce Budworm) là một loài bướm đêm thuộc họ Tortricidae. Nó được tìm thấy ở Bắc Mỹ.

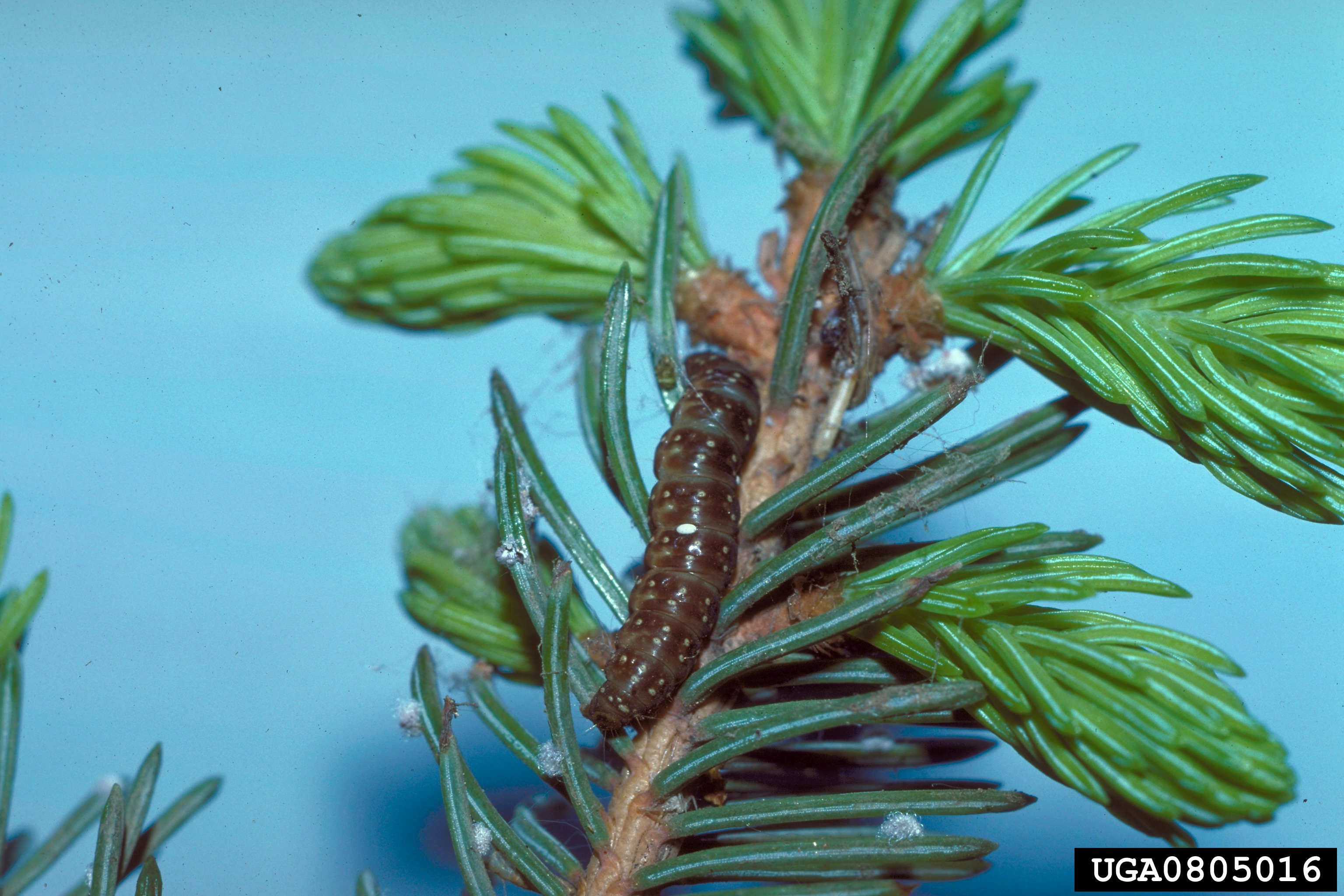
Sâu bướm

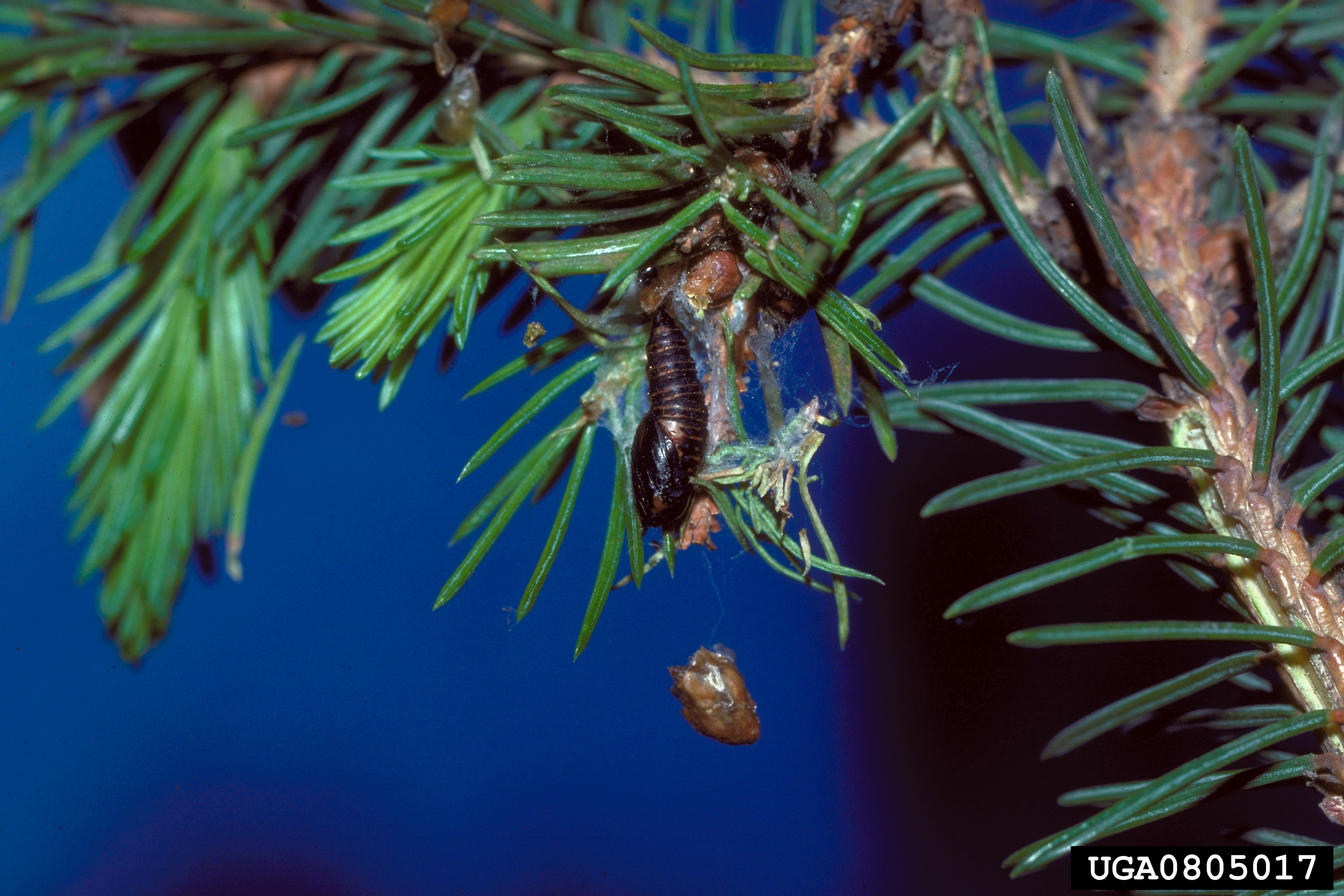
Puppa

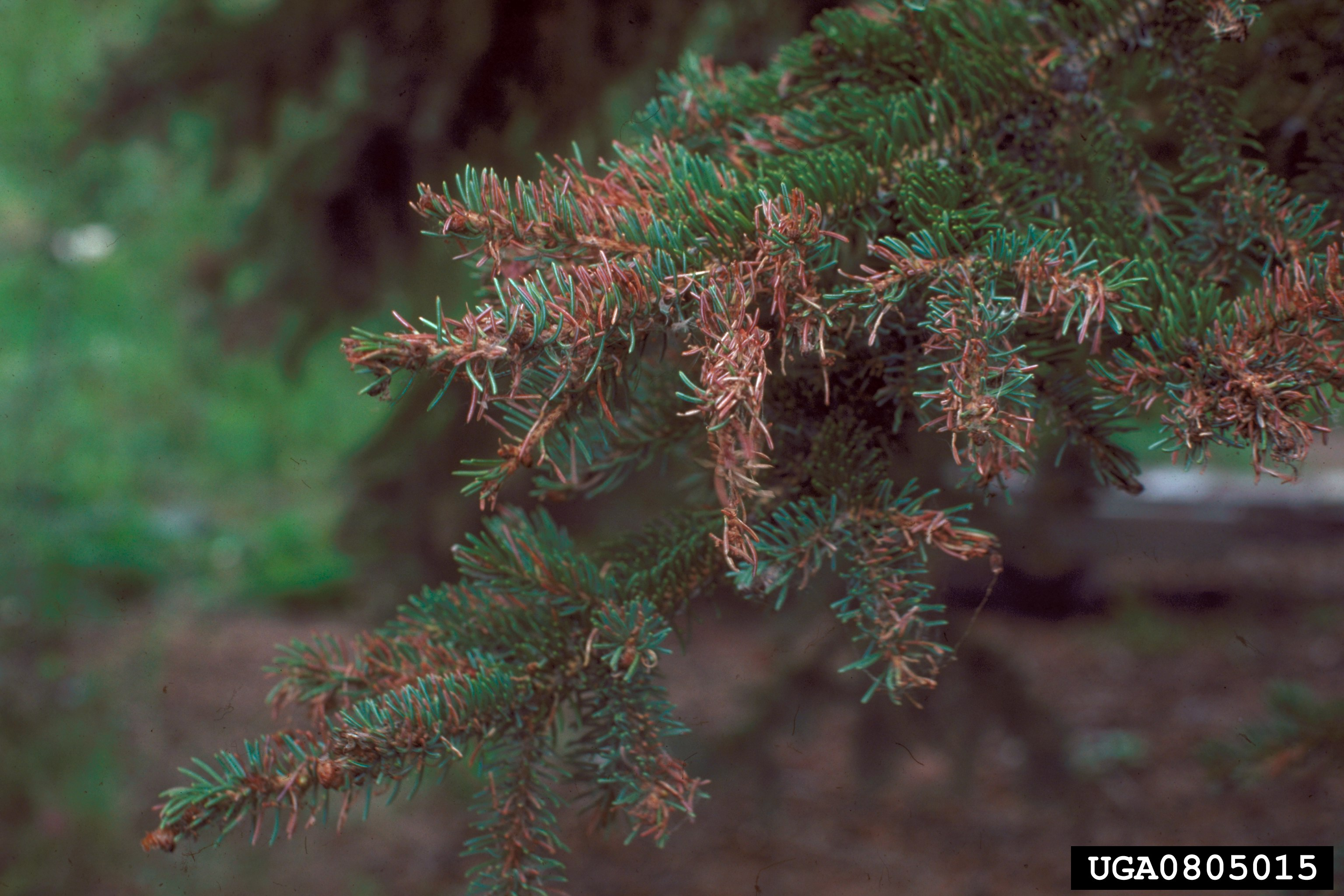
Damage

Sải cánh dài khoảng 24 mm.
Ấu trùng ăn các loài Picea.